# Selaginella argentea
Selaginella argentea är en mosslummerväxtart som först beskrevs av Nathaniel Wallich, William Jackson Hooker och Grev., och fick sitt nu gällande namn av Antoine Frédéric Spring. Selaginella argentea ingår i släktet mosslumrar, och familjen mosslummerväxter. Inga underarter finns listade i Catalogue of Life.